# 斯莫爾尼國家公園
54°50′N 45°40′E / 54.833°N 45.667°E

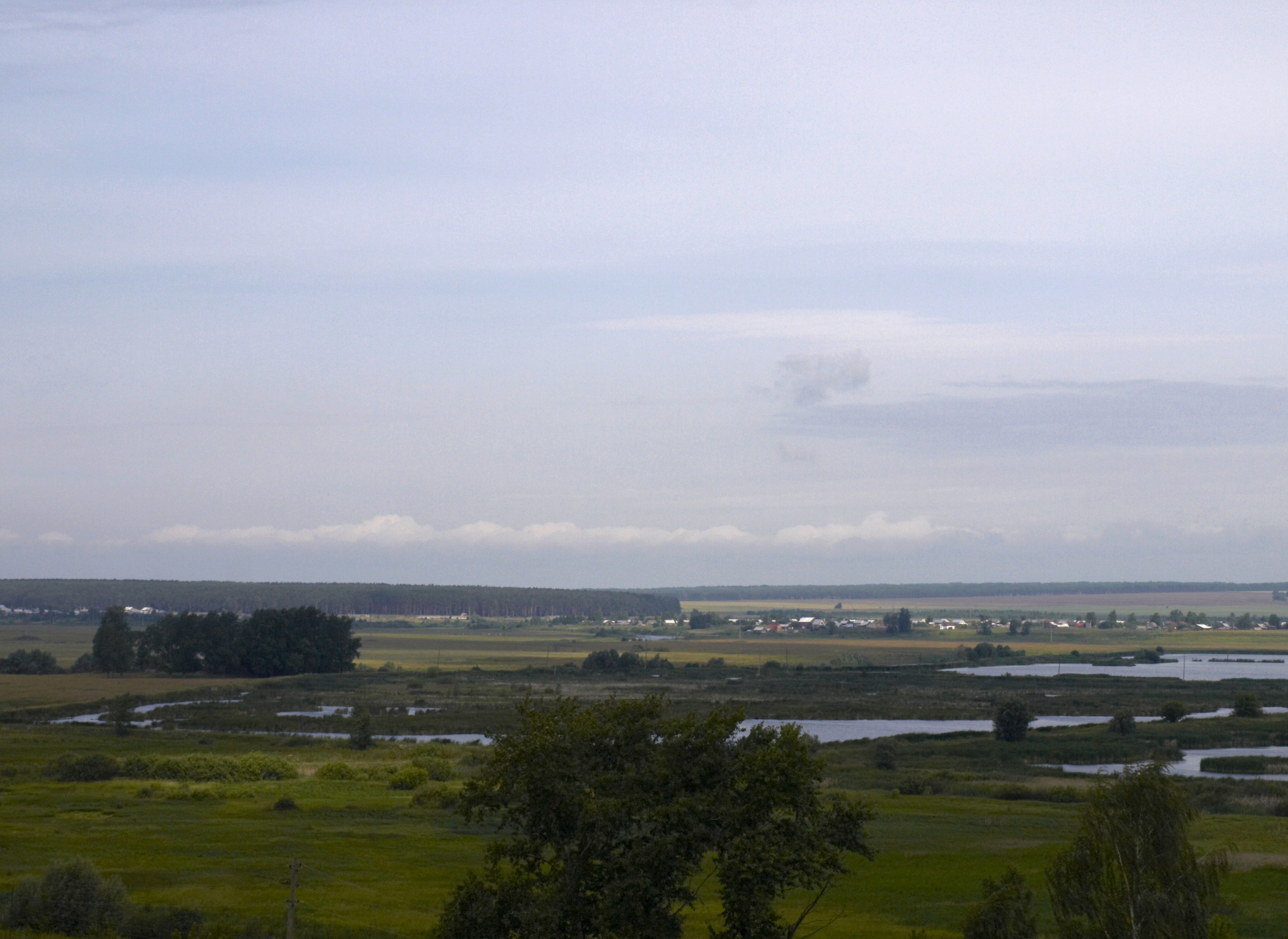

斯莫爾尼國家公園是俄羅斯的國家公園，位於該國西部莫爾多瓦共和國，成立於1995年，面積365平方公里，受溫帶大陸性濕潤氣候影響，有206種野生鳥類棲息。